# Euböa
Euböa (altgriechisch Εὔβοια Euboia, lateinisch Euboea; neugriechisch Εύβοια (f. sg.), Aussprache [ˈɛvia]) ist mit einer Fläche von 3 660 km² und einer Bevölkerung von etwa 220 000 Einwohnern (Stand: 2005) nach Kreta die zweitgrößte griechische Insel. Die Hauptstadt ist Chalkida (früher Chalkis). Die Insel ist über zwei Euripos-Brücken mit dem Festland verbunden; die alte davon überbrückt den Euripos an der mit nur 40 Metern schmalsten Meerenge der Welt.
Euböa ist eine langgestreckte Insel, etwa 175 Kilometer lang und 6 bis 45 Kilometer breit, die Küstenlänge beträgt insgesamt 678 Kilometer. Über ihre gesamte Länge wird die Insel von einem Gebirgszug durchzogen, der sich im Nordwesten an Thessalien anschließt und sich nach Süden über die Inseln Andros, Tinos und Mykonos fortsetzt.
Die Insel gehört zur Region Sterea Ellada (Mittelgriechenland). Zum Regionalbezirk Euböa gehören auch die Insel Skyros, ein kleiner Teil des Festlandes sowie eine große Anzahl von Felseninseln, wie beispielsweise die Petalische Inselgruppe.

## Name
Wie die meisten griechischen Inseln war Euböa früher unter anderen Namen bekannt, beispielsweise als Μάκρις Makris, und Δολίχη Doliche, die sich auf die Form der Insel beziehen, oder als Ellopia, Aonia und Abantis nach den sie bewohnenden Stämmen (vgl. Abanten). Der antike und heutige Name Εὔβοια ist abgeleitet von εὖ ‚gut‘ und βοῦς ‚Rind‘. Daraus ergibt sich die Bedeutung ‚Land der wohlgenährten Rinder‘.
Im Mittelalter verwendeten byzantinische Autoren neben Euboia auch die Namen Chalkis und Euripos für die Insel (übertragen vom Namen der Hauptstadt beziehungsweise der Meerenge). Als die Venetianer im 13. Jahrhundert das Gebiet besetzt hatten, nannten sie die Insel Negroponte.

## Geographie
Euböa wird durch den lang gezogenen Golf von Euböa vom griechischen Festland getrennt.
Es wird angenommen, dass Euböa ursprünglich Teil des griechischen Festlandes gewesen ist. Da die Insel in der Nähe einer Verwerfungslinie liegt und außerdem sowohl bei Thukydides und Strabon von Erschütterungen des Nordteils der Insel berichtet wird, ist durchaus vorstellbar, dass Euböa durch ein Erdbeben vom Festland getrennt wurde.
Die Meerenge zwischen Euböa und dem griechischen Festland wird bei Chalkida, wo sie mit nur 40 m am engsten ist, Euripos (Porthmós Evrípou) genannt. Die ungewöhnlich stark ausgeprägten Gezeitenwechsel an dieser Stelle erregen bereits seit der Antike ein großes Interesse. Dabei wechselt die Strömung häufig und sehr plötzlich ihre Richtung bei gleich bleibender Stärke. Die erste Brücke wurde an dieser Stelle im Jahr 410 v. Chr., im 21. Jahr des Peloponnesischen Krieges, errichtet.
Die Meerenge im Norden – zwischen den nördlichen Ausläufern der Insel und der Küste Thessaliens – ist an ihrer engsten Stelle 2,4 Kilometer breit.
Die höchsten Berge der Insel sind Dirphys (1745 m), Pyxaria (1341 m) im Nordosten und Ochi (1394 m).
Neben dem Hauptort Chalkida gibt es noch eine Reihe von Kleinstädten: Karystos, Kymi, Psachna, Aliveri, Loutra Edipsou und Limni.

## Geschichte

### Urgeschichte

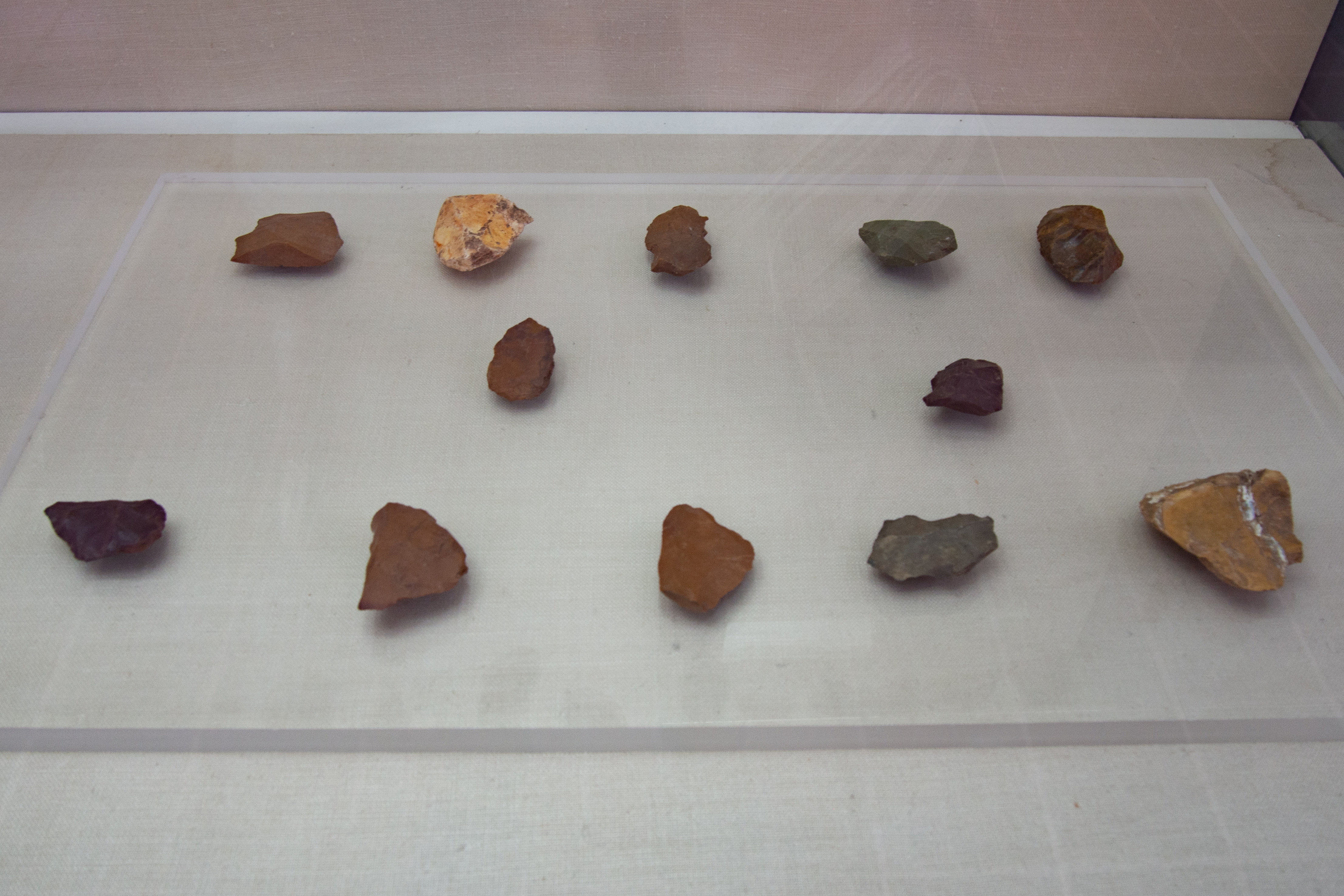
Paläolithische Artefakte vom Fundplatz Nea Artaki, Archäologisches Museum Chalkida

Die Datierung der altpaläolithischen bis mesolithischen Funde bei Nea Artaki, die dort ab 1977/78 gemacht wurden, gilt als unsicher. Dort fanden sich mittelpaläolithische Muscheln, neolithische Obsidianwerkzeuge sowie einige wenige Keramikscherben aus neolithischer Zeit. Allerdings führte die Gleichgültigkeit der lokalen Autoritäten zu einem weitgehenden Verlust der Fundstätten, an denen keine Ausgrabungen durchgeführt wurden. Erst 2009 kam es zu einer Grabung unter der Leitung von Christos Matzanas. Es erwies sich, dass der lokale Stein vor Ort zu Werkzeugen verarbeitet wurde, es sich also um einen Tagebau handelte.

#### Bronzezeit
Die Kastri-Kultur (ca. 2500–2200 v. Chr., Frühkykladikum II–III), benannt nach der befestigten Siedlung Kastri auf Syros, hinterließ Artefakte auf Euböa, vor allem in Lefkandi. Viele Kulturelemente weisen auf anatolische Ursprünge hin, zahlreiche Siedlungen waren nun befestigt.
Die politischen und gesellschaftlichen Umbrüche im Übergang zur Eisenzeit führten zur Zerstörung zahlreicher Paläste und Städte im gesamten östlichen Mittelmeer. In Messenien herrschte „totales Chaos“, etwa 90 % der Siedlungen wurden verlassen. Ursache war eine vielleicht zwei Jahrhunderte anhaltende Kette von Katastrophen, möglicherweise eine regelrechte Völkerwanderung.
Die letzte Phase der ägäischen Bronzezeit, das Späthelladikum IIIC bzw. Spätminoikum IIIC, basiert in ihrer relativen Chronologie auf wenigen, aber sehr klaren, archäologisch fassbaren Siedlungsschichtungen. In Theben ließ sich nach der Zerstörung des Palastes eine Neubesiedlung im frühen und fortgeschrittenen Späthelladikum IIIC nachweisen. Auch Lefkandi ist für die Übergangsphase zwischen nachpalatialer Kultur und Eisenzeit von Bedeutung. Dort kam es gleichfalls zu einer Neubesiedlung im Späthelladikum IIIC. Auch wurde es nach einem neuen Brand wieder aufgebaut und bestand bis Ende des Späthelladikums IIIC. In einem der Zerstörungshorizonte fand man Skelette, die schwere Verletzungen aufwiesen, und von denen sich zum Teil erwies, dass sie nur notdürftig, wohl in aller Eile, beigesetzt worden waren.

#### Eisenzeit
Das Grab des „Fürsten von Lefkandi“ erwies, dass es auch im 10. Jahrhundert v. Chr. reiche Grabausstattungen gab, die der Vorstellung, die man aus Homer von einem Fürsten der Zeit gewinnen konnte, entsprachen. Dabei handelt es sich um die Reste eines über 45 m langen Gebäudes, in dem wohl der „Fürst“ und seine Frau nebst reichen, auch orientalischen Beigaben bestattet wurden.

### Antike

Lage von Chalkis und Eretria am Golf von Euböa

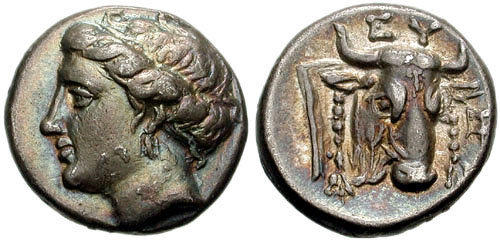
Silberne Drachme des Euböischen Bundes. Vorderseite: Kopf der Nymphe Euböa. Rückseite: Stierkopf, Kantharos nach rechts EY[ΒΟΙΕΩΝ] „der Euböer“.

Der größte Teil der Geschichte des antiken Euboia ist die Geschichte der beiden größten Städte, Chalkis und Eretria. Beide sind von Attika aus gegründete ionische Siedlungen, wobei in Chalkis auch phönizischer Einfluss nachzuweisen ist. Auf Euböa ist auch eine sehr frühe Form eines aus dem phönizischen abgeleiteten eigenen epichorischen roten oder westlichen Alphabets nachzuweisen. Chalkis gilt als „Mutterstadt“ der Großen Kolonisation. Vom Stützpunkt Pithekoussai aus haben etwa um 750 v. Chr. Chalkidier die älteste griechische Siedlung Kyme (Cumae in Italien) gegründet. Auch bei der griechischen Kolonisierung Siziliens war Chalkis Vorreiter. Die Gründung von Naxos hat Thukydides auf 734 v. Chr. datiert; bald darauf folgte die Besiedlung Ortygias, der Urzelle der späteren korinthischen Pflanzstadt Syrakus, sowie die Kolonien Leontinoi, Zankle (Messina) und Rhegion. Auch die etwas spätere Besiedlung der Inseln und Vorgebirge im Bereich der Nordägäis war so stark von Chalkidiern bestimmt (Chalkis gründete hier allein 32 Pflanzstädte), dass die Halbinsel Chalkidike nach ihnen benannt wurde.  Dadurch eröffneten diese Städte den Griechen neue Handelsrouten und verbreiterten das Einflussgebiet der westlichen Zivilisation.
Euboia war ein bedeutendes Handelszentrum, wie beispielsweise daran ersichtlich ist, dass die euboiischen Gewichts- und Maßeinheiten im gesamten ionischen Gebiet und bis in die Zeit Solons auch in Athen gebräuchlich waren. Chalkis und Eretria waren rivalisierende Städte. Eine der frühesten überlieferten Seeschlachten Griechenlands fand um 711 v. Chr.im Lelantischen Krieg zwischen diesen beiden Städten statt, und viele andere griechische Stadtstaaten sollen sich daran beteiligt haben.
Im Jahr 506 v. Chr. wurde Chalkis von den Athenern vollständig besiegt, die daraufhin 4000 attische Siedler auf chalkischem Gebiet ansiedelten und anscheinend die gesamte Insel zu einem abhängigen Gebiet machten. Daher schloss sich die Insel auch dem Aufstand gegen Persien an und schickte fünf Fünfzigruderer. 490 v. Chr. wurde Eretria von den Persern zerstört und die Bewohner der Stadt wurden ins Perserreich verschleppt.
Nach der Schlacht bei Marathon wurde Eretria ein wenig entfernt von seiner ursprünglichen Lage wieder aufgebaut, aber obgleich sie ihren Rang als zweitbedeutendste Stadt der Insel behaupten konnte, fand sie nie wieder zu alter Stärke und Größe zurück. Seit dieser Zeit hatte Chalkis unangefochten die Vorrangstellung inne. Allerdings litt auch diese Stadt unter der wachsenden Macht Athens. Karysthos wurde zum Beitritt in den Attischen Seebund gezwungen.
446 v. Chr. versuchte  Chalkis, sich von der Unterjochung durch Athen zu befreien, wurde aber von den Athenern unter Perikles geschlagen. Im Norden der Insel wurden die Bewohner der Stadt Histiaea vertrieben, um weiteren attischen Siedlern Platz zu machen, da Athen sich der Bedeutung der Insel bewusst war. Euboia versorgte die Athener mit Getreide und Vieh, sicherte den Handel und war ein Schutz gegen Piraten. Außerdem war Euboia aufgrund der Nähe zum attischen Festland von großer strategischer Bedeutung und hätte in fremden Händen zu einer echten Bedrohung für Athen werden können.
Nach der Schlacht von Eretria 411 v. Chr. gelang es Euboia, wieder die Unabhängigkeit zu erlangen. Danach ging die Insel wechselnde Bündnisse mit den führenden griechischen Stadtstaaten ein, bis sie nach der Schlacht von Chaironeia 338 v. Chr. an Philipp II. von Makedonien fiel. 196 v. Chr. von den Römern für frei erklärt, bildeten die Städte der Insel einen unabhängigen Bund, der sich bis 146 v. Chr. behauptete, als die Insel schließlich als Euboea Teil des Römischen Reiches und in der Folge des Oströmischen Reiches wurde.

### Vierter Kreuzzug (1202–1204), venezianische Vorherrschaft (bis 1470)
In der jüngeren Geschichte gewann Euböa erst im Vierten Kreuzzug wieder an Bedeutung. Als das Byzantinische Reich infolge der Errichtung des Lateinischen Kaiserreiches neu aufgeteilt wurde, übernahm die Republik Venedig de facto unter der Bezeichnung Negroponte die Herrschaft über die Insel, da sich die drei Lehen (Dreiherrschaft), in die Euböa aufgeteilt wurde, unter deren Schutz stellten. Im Jahre 1470 gelang es dem osmanischen Sultan Mehmed II., die schwer befestigte Stadt Histiaea nach schweren Kämpfen zu erobern und die Insel den Venezianern zu entreißen.

### Osmanische Zeit (1470–1832)

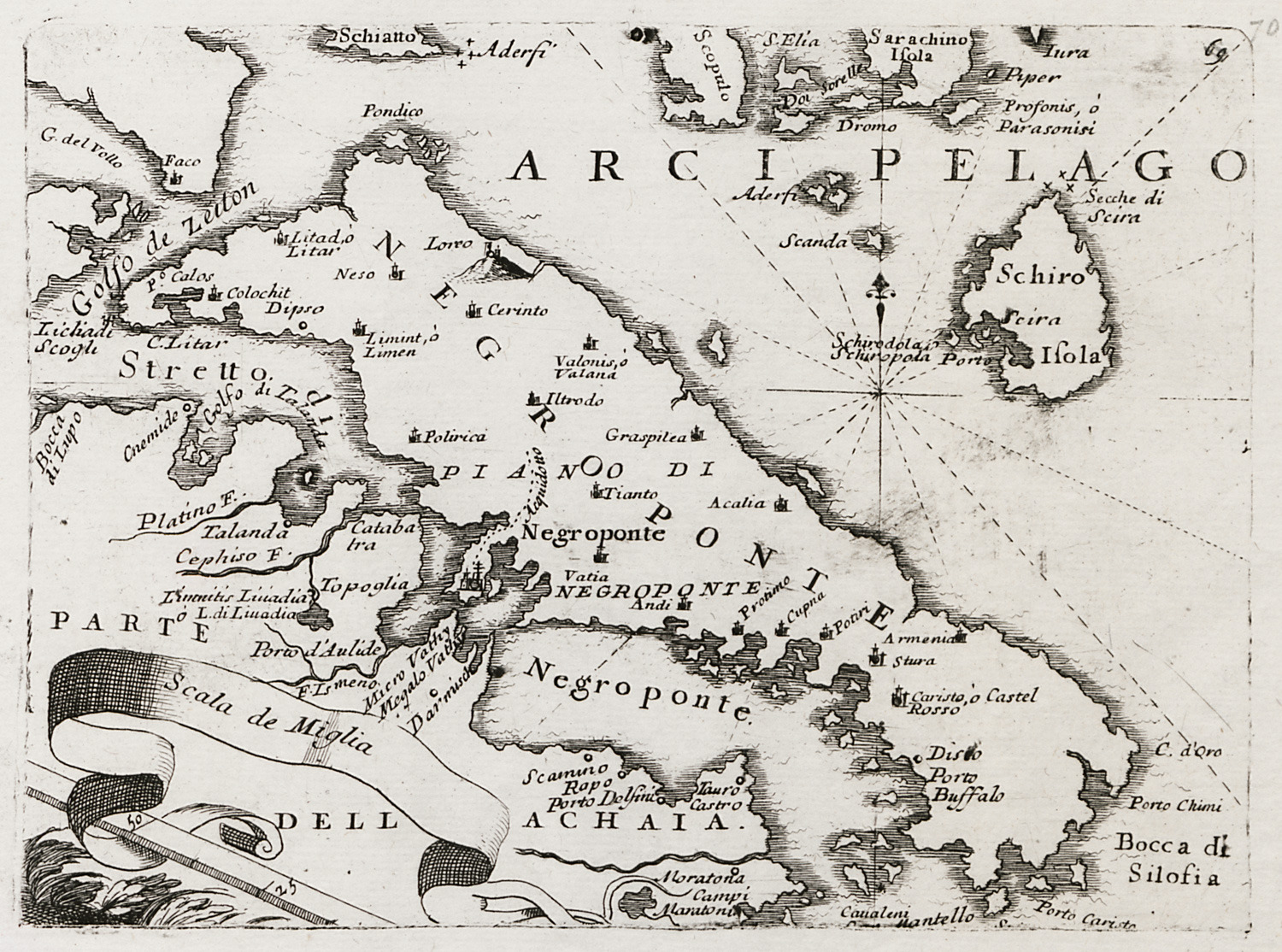
Karte der Insel von Vincenzo Coronelli, 1686

### Teil von Griechenland (1832)
Nach Ende des Griechischen Unabhängigkeitskrieges 1830 wurde Euböa Teil des 1832 errichteten griechischen Staates (Königreich Griechenland).
Euböa war – wie viele andere Orte in Südeuropa und der Türkei – im August 2021 stark von Waldbränden betroffen.

## Bevölkerung
| Jahr | Einwohner | Veränderung      | Bevölkerungsdichte |
| ---- | --------- | ---------------- | ------------------ |
| 1991 | 209 132   | 5 236 / 2,57 %   | 53,51/km²          |
| 2001 | 217 218   | 8 086 / 3,87 %   | 55,59/km²          |
| 2011 | 210 815   | −6 403 / −2,95 % | 57,23/km²          |
| 2021 | 210 778   | −37 / −0,02 %    | 57,22/km²          |

Außer Griechen, welche die Mehrheit der Einwohner auf der Insel stellen, gibt es zwei weitere Ethnien, die Arvaniten (Αρβανίτες Arvanítes) und die Vlachen (Βλάχοι Vláchi). Erstere bevölkern seit der venetianischen Herrschaft im 14. Jahrhundert traditionell Teile der Südspitze der Insel und konzentrieren sich heute um Kap Kafireas (auch bekannt als Cavo d’Oro), wo der albanische Dialekt der Arvaniten noch von Dorfbewohnern gesprochen wird. Die Vlachen leben vor allem in den bergigen Regionen im Zentrum und Norden der Insel. Durch die weitgehende Assimilation wird die Sprache der Vlachen kaum noch gesprochen, ausgenommen sind einige alte Dorfbewohner in den Dörfern Vlachia und Koutourla. Früher lebten außerdem Sarakatsanen auf Euböa, die aus Roumeli und Epirus ausgewandert waren und sich um Mantoudi und Agia Anna niedergelassen hatten.

## Wirtschaft

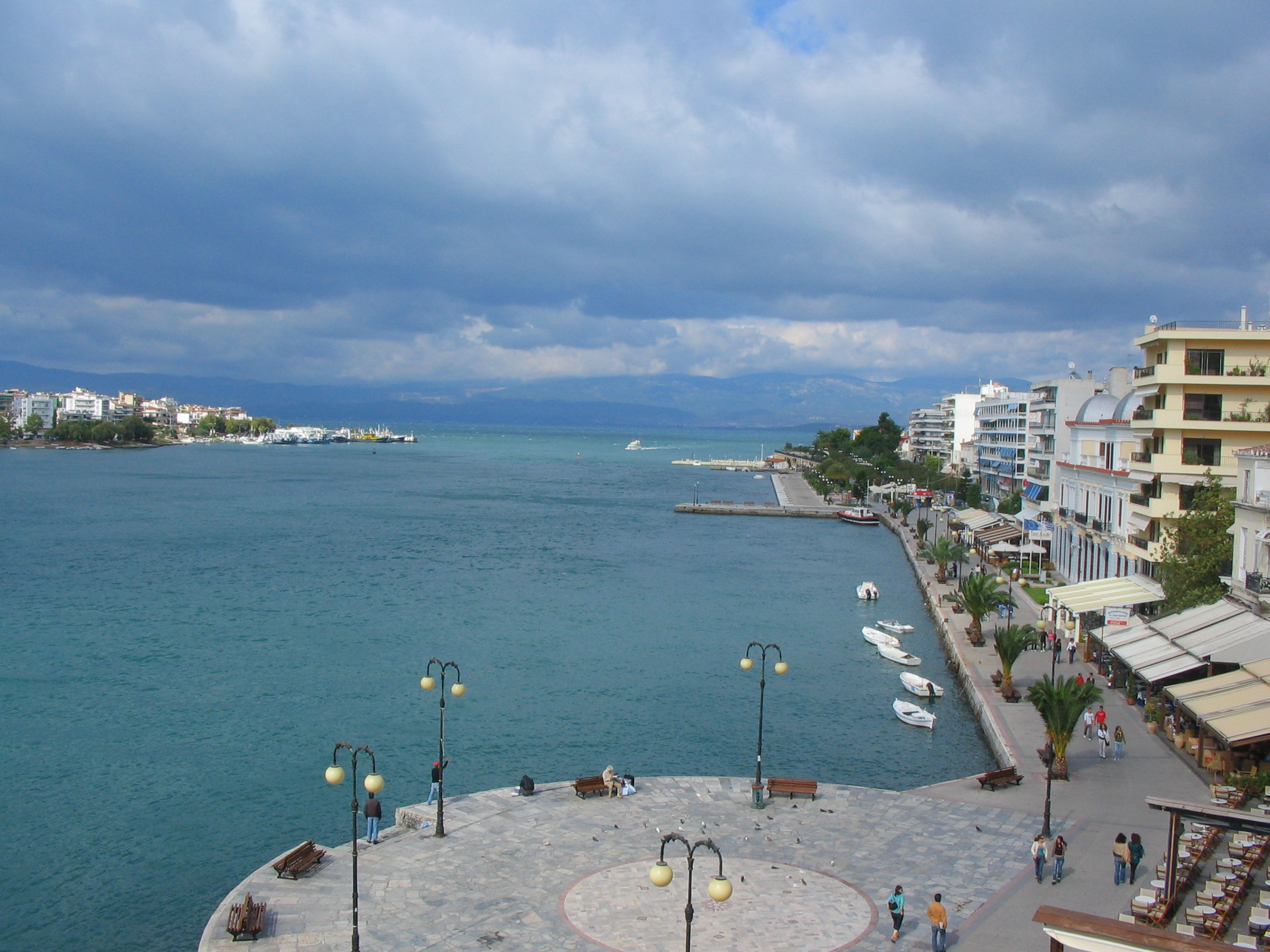
Strandpromenade von Chalkida

In der Gegend von Mantoudi und Limni wird Magnesit abgebaut, in Aliveri Lignit sowie Eisen und Nickel um Diprhys. Etwa drei Kilometer nördlich von Eretria wird Asbest abgebaut, früher auch eine dem Marmera Caristoy von Karystos ähnliche Marmorsorte. Das wichtigste Abbauzentrum von Marmor auf Euböa liegt heute bei dem Ort Styra, dementsprechend wird dieser im Ausland Green of Styra genannt.
Darüber hinaus hat die Erzeugung von Honig und Walnüssen wirtschaftliche Bedeutung.
Eine wichtige Rolle in der regionalen Wirtschaft spielt auch der Tourismus. Entlang der Küste gibt es zahlreiche Hotels und Campingplätze. Die Saison erstreckt sich üblicherweise vom Frühjahr bis in den Herbst hinein, jedoch ist das Touristenaufkommen geringer als auf den meisten anderen griechischen Inseln.

## Persönlichkeiten
- Konstantinos Kallias, griechischer Politiker
- Georgios Nikolaou Papanikolaou (1883–1962), griechischer Arzt und Pathologe, Erfinder des Pap-Tests
- Sotiria Bellou (1921–1997), griechische Rembetiko-Sängerin
- Nikos Skalkottas (1904–1949), griechischer Komponist
- Nikolaos Kalogeropoulos (1851–1927), griechischer Politiker und Ministerpräsident
- Angelos Basinas (* 1976), griechischer Fußballnationalspieler
- Dimitris Mytaras, griechischer Maler